# Ugo Ojetti

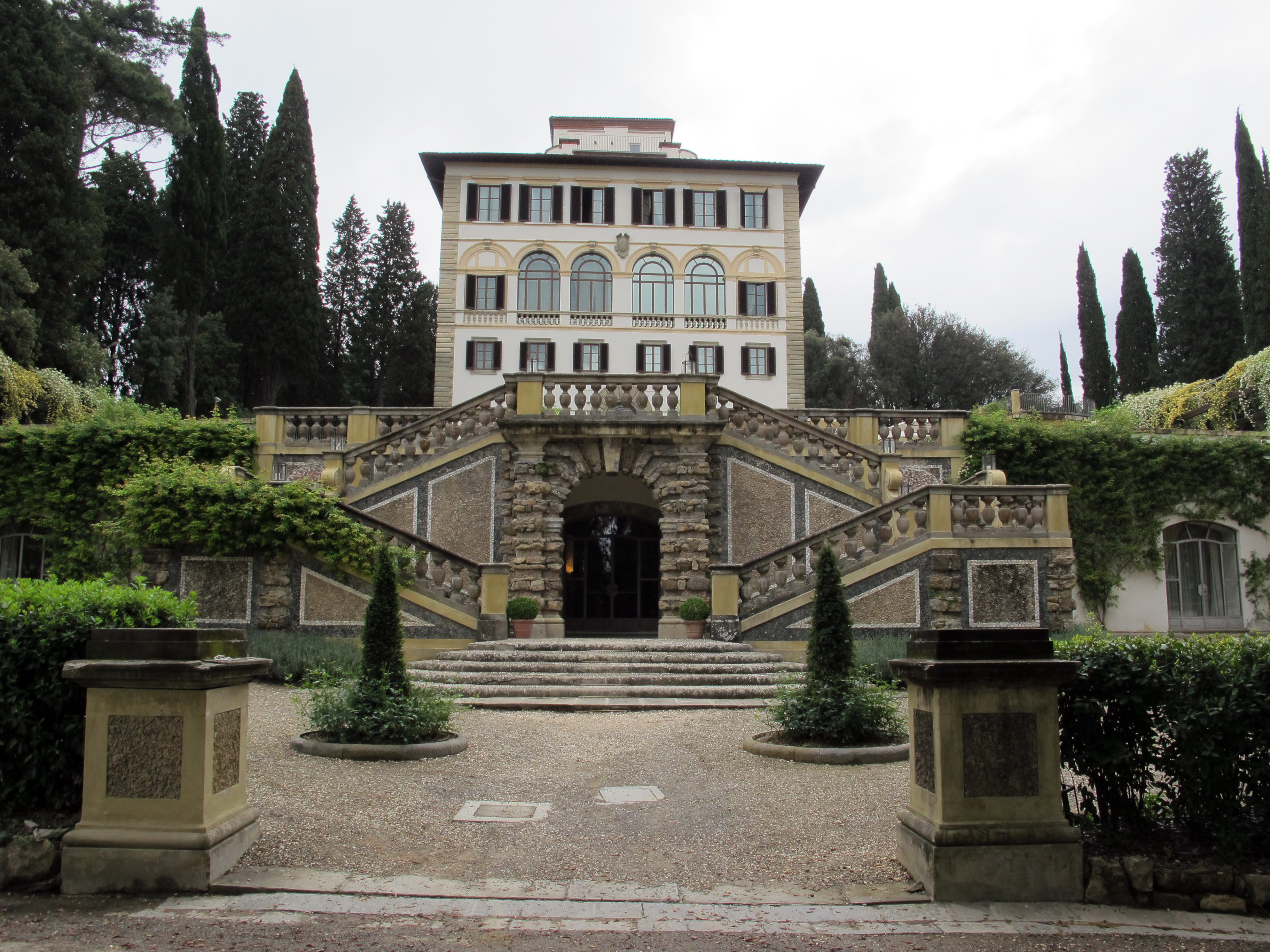
La résidence de longue date d'Ugo Ojetti, la Villa Il Salviatino à Fiesole.

Ugo Ojetti, né le 15 juillet 1871 à Rome et mort le 1er janvier 1946 à Florence, est un critique d'art, journaliste et écrivain italien à forte influence nationaliste. Il utilise le pseudonyme Il Conte Ottavio pour une grande partie de ses contributions. 

## Biographie
Il est le fils de l'architecte Raffaello Ojetti. Après des études de droit et de premières tentatives de poésie, il se tourne vers une carrière de journaliste politique. Après avoir été envoyé en Égypte en tant que correspondant étranger pour le magazine nationaliste La Tribuna (1894), il travaille pour d'autres journaux imprimés de grande diffusion tels que Nuova Rassegna, Il Marzocco, Il Giornale di Roma, La Stampa et Il Giornale d'Italia. Ses articles et ses interviews se concentrent de plus en plus sur la critique d'art et depuis lors, il entretient des contacts intensifs avec divers intellectuels et artistes italiens tels que Giosuè Carducci et Gabriele D'Annunzio. Ojetti est également responsable de plusieurs expositions en tant que commissaire (par exemple Mostra del ritratto italiano dal 1500 al 1861, Florence, Palazzo Vecchio, 1911; Mostra della pittura italiana del '600 e '700, même ville, Palazzo Pitti, 1922).
En 1905, Ojetti épouse Fernanda Gobba et s'installe à Florence. En 1914, il s'installe dans une résidence permanente à Fiesole, à la Villa Il Salviatino.
Peu de temps après, il se porte volontaire pour le service militaire pendant la Première Guerre mondiale. Au début de la guerre, il est chargé de sécuriser les œuvres d'art de la ville lagunaire de Venise, qui est menacée par les raids aériens austro-hongrois. Dans la période qui suit, il publie des articles animés et de petites publications avec un fort parti pris patriotique et nationaliste, surtout après sa nomination comme commissaire à la propagande ennemie en mars 1918. Dans ce dernier rôle, il écrit également quelques textes des tracts largués par Gabriele D'Annunzio, entre autres, lors du survol de Vienne en août 1918.
Après la fin de la guerre, il fonde plusieurs magazines d'art : Dedalo (Milan, 1920-1933), Pegaso (Florence, 1929-1933) et Pan (Milan, 1933-1935). Malgré leur courte durée de vie, ces trois revues comptent parmi les plus importants organes de publication et les témoignages historiques de la scène artistique italienne de l'entre-deux-guerres. En outre, Ojetti continue à écrire pour la presse quotidienne et, en 1926 et 1927, il est également directeur du Corriere della Sera. Il est également responsable de plusieurs éditions populaires d'œuvres majeures de la prose italienne, comme la série I Classici Rizzoli. En 1930, Ugo Ojetti est nommé membre de l'Académie d'Italie.
En 1925, Ojetti rédige le Manifeste des intellectuels fascistes initié par Giovanni Gentile et ainsi s'engage finalement auprès de Benito Mussolini, pour lequel il avait déjà manifesté une forte sympathie publique. Cependant, le rôle d'Ojetti dans l'Italie fasciste n'a jusqu'à présent guère été traité par la recherche ou est largement ignoré.
Ugo Ojetti laisse derrière lui une fille, la scénariste et critique de cinéma Paola Ojetti (1908-1978).

## Publications

### Œuvres littéraires
- Senza Dio (1894)
- Le vie del peccato (1902)
- Mio figlio ferroviere (1922)

### Écrits sur l'histoire de l'art
- Ritratti d'artisti italiani (1911)
- I nani tra le colonne (1920)
- Raffaello e altre leggi (1921)
- La pittura italiana del Seicento e del Settecento (1924)
- La pittura italiana dell'Ottocento (1929)

### Autres écrits
- I monumenti italiani e la guerra (1917) (Digitalisat)
- Lettere alla moglie 1915–1919 (1964 posthume)